# Bleadon Hill

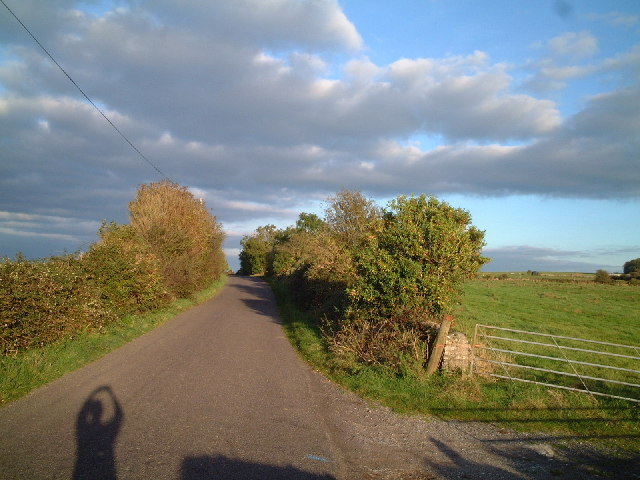
Bleadon Hill

Bleadon Hill  ist ein geologischer Site of Special Scientific Interest nördlich des Dorfes Bleadon in North Somerset. 13,52 ha (33,41 acres) wurden 1999 in das Verzeichnis aufgenommen. Der Hügel ist einer der westlichsten Ausläufer der Mendip Hills.

## Geologie
Die Mendip Hills, deren westlichste Ausläufer Brean Down und die beiden Inseln Steep Holm und Flat Holm sind, bilden die südlichsten bergigen Formationen Kohle-führenden Kalksteins in Britannien. Die Ablagerungen entstanden im Mississippium, vor etwa 320–350 mio Jahren. Später im Paläozoikum falteten sich während der Variszischen Orogenese die ursprünglich horizontal liegenden Platten auf und es entstand ein komplexes System von Gebirgen und Hügelketten in Irland und südwestlichen England und auch in anderen Regionen in Europa. Das Gebiet von Mendip besteht aus mindestens vier antiklinen Falten, die größtenteils in ost-westlicher Richtung verlaufen und jeweils durch einen Kern von älteren devonischen Sandsteinen und silurischen Vulkangesteinen gekennzeichnet sind. Westlich des Hauptplateaus des Mendip setzt sich die Formation in Bleadon Hill und den oben genannten Inseln fort.
Der Bleadon Hill steigt an seiner höchsten Stelle bis auf 122 m über dem Meer an, nach Osten schließt sich Loxton Hill an. Am Ostende liegt die Bleadon Cavern. Zum River Axe hin läuft der Hügel in die Uphill Cliffs aus.
Die Landschaftsformation wurde als Denkmal durch die Geological Conservation Review ausgewählt, weil an der Südseite ein niedriger Grat von Calcit-gebundenen pleistozänen Sand/Kies-Gesteinen ansteht. Unterschiedliche Entstehungsszenarien wurden diskutiert und aufgrund von Foraminiferenfunden wurde diskutiert, ob es sich um einen Strand des Mesozoikums handeln könnte. Die Zusammensetzung der Sedimente spricht jedoch dafür, dass es sich um Sedimente aus dem Quartär handelt, möglicherweise Reste einer Seitenmoräne während einer Eiszeit.
Gewässer
Entsprechend der geologischen Formation verlaufen die angrenzenden Bäche in Ost-westlicher Richtung. Im Norden verläuft der Uphill Great Rhyne mit seinen Zuflüssen Cross Rhyne und Hutton and Locking Rhyne und südlich des Hügels verläuft der River Axe in den die oben genannten Bäche münden. Der Axe mündet zwischen den Uphill Cliffs und Brean Down in den Bristolkanal.

## Geschichte
Das Land wurde mindestens seit dem Mittelalter landwirtschaftlich genutzt.
Heute wird ein Teil des Gebiets durch einen Golfplatz bedeckt.